# Brita Malmer
Brita Ingrid Maria Malmer, född Alenstam 1 juni 1925 i Malmö, död 8 maj 2013 var en svensk arkeolog och numismatiker.
Malmer främst arbetade med vikingatida mynt.

## Biografi
Malmer blev filosofie licentiat 1953, filosofie doktor 1966, docent i numismatik vid Lunds universitet 1966 och vid Stockholms universitet 1973. Hon blev antikvarie vid Myntkabinettet vid Statens historiska museum 1962 samt förste antikvarie och chef där 1971. År 1975 agerade hon framgångsrikt för att skilja myntkabinettet från Historiska museet och var dess direktör 1975–79. Hon uppbar Gunnar Ekströms professur i numismatik och penninghistoria 1979–92.
Malmer blev ledamot av Vitterhetsakademien 1981 och av Det Norske Videnskaps-Akademi i Oslo 1986. Hon var sakkunnig i 1973 års myntkommitté, ordförande i Sven Svenssons stiftelse för numismatik 1971–79, Svenska arkeologiska samfundet 1974–76, kommittén för Sveriges mynthistoria 1979–83, styrelseledamot i Kungliga myntkabinettets vänner 1971–79, Svenska numismatiska föreningen 1974–76, Gunnar Ekströms stiftelse för numismatik 1974–79 och Sven Svenssons stiftelse från 1988. Hon var redaktör för Corpus nummorum sæculorum IX–XI från 1975 och Commentationes de nummis sæculorum IX–XI från 1987.
Brita Malmer var gift med Mats P. Malmer från 1949 till dennes frånfälle 2007.